# Bahnhof Lindlar

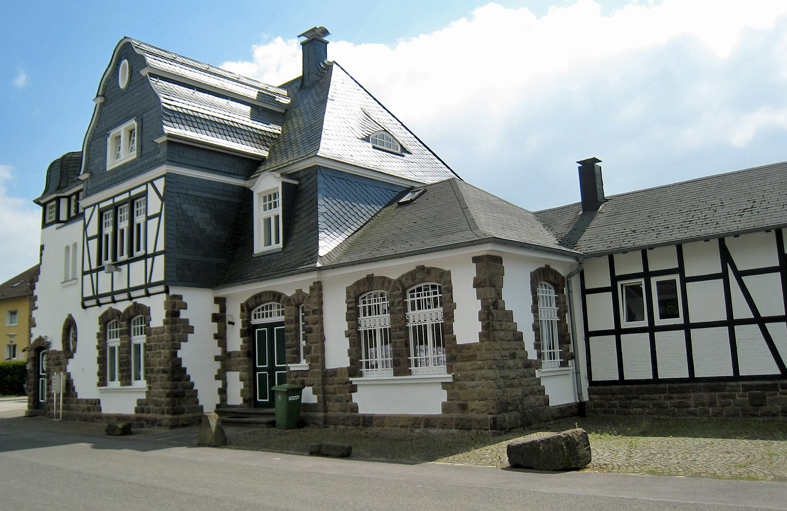
Bahnhof Lindlar

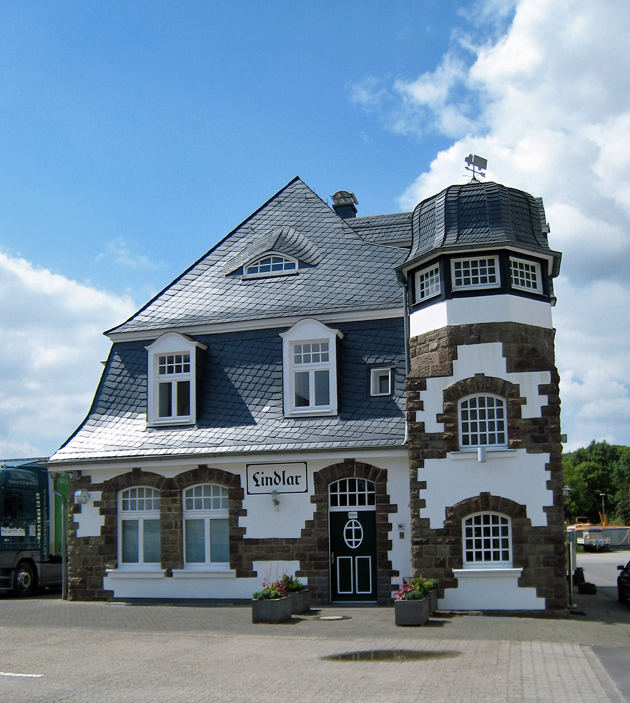
Empfangsgebäude des Bahnhofs Lindlar

Der Bahnhof Lindlar lag auf der nordwestlichen Anhöhe der Gemeinde Lindlar im Oberbergischen Kreis. Er hat der Bahnstrecke Köln-Mülheim–Lindlar den letzten Teil ihres Namens als Endbahnhof gegeben.

## Geschichte
Der Weiterbau der Bahnstrecke Köln-Mülheim–Lindlar auf der Teilstrecke Immekeppel–Lindlar ließ lange Zeit auf sich warten. Im Januar 1912 wurde zunächst der Streckenabschnitt Immekeppel–Hommerich fertig. Zuletzt eröffnete man im Dezember 1912 den Streckenabschnitt von Hommerich nach Lindlar. Das Ende kam 1960 für Personenzüge. Der Güterverkehr kam 1966 zum Erliegen. Im selben Jahr wurden die Gleise auf dem Streckenabschnitt demontiert.

### Der Bahnhof
Der Bahnhof Lindlar gehörte zur Bahnhofsklasse III. Er hatte einen Wartesaal für den Personenverkehr und eine Gepäckannahme. Sodann bestand Güter- und Telegrammverkehr. Um das Empfangsgebäude herum verteilten sich zwölf Gleise. Auf dem Bahnhofsgelände stand ein Lokschuppen, in dem zwei Lokomotiven Platz hatten. Daneben stand ein Kohlebansen, um die Vorräte der Dampfloks aufzufrischen und ein Wasserturm. Auf einer Drehscheibe konnten die schweren Loks wieder in Richtung Köln-Mülheim umgesetzt werden. Hier war auch die Bahnmeisterei für die Bahnstrecke untergebracht.
Der Bahnhof war besonders gefragt für den Abtransport der Grauwackesteine aus den Steinbrüchen oberhalb am Brungerst, die als Pflastersteine und nach dem Zweiten Weltkrieg auch als Grabsteine für Kriegsgräber gefragt waren. Dazu hatte man aus den Steinbrüchen eine Bremsbahn den Abhang hinunter gebaut, die in der Nähe der Bahnhofsgebäude endete. Heute wird das Anwesen zu gewerblichen Zwecken für ein Transportunternehmen gebraucht.